# Franz Kaminski
Franz Kaminski (* 1887; † 5. Juli 1948 in Hameln) war ein deutscher Unternehmer.

## Geschichte des Unternehmens bis 1945
Die Brüder Franz und Georg Kaminski gründeten 1914 in Linden bei Hannover eine Schweißerei, Presserei und Stanzerei, in der sie Beschlagteile für Fahrzeuge aller Art herstellten.
Am 1. April 1919 siedelten die Gebrüder Kaminski nach Hameln über, wo sie die acht Jahre zuvor stillgelegte Richardt’sche Schiffswerft (Werftstraße 20) erworben hatten, und nahmen den Bau von Weserschiffen bis 800 Tonnen und Schiffsreparaturen auf. Das Grundstück war rund 21.500 m² groß, an der schiffbaren Hamel gelegen und erhielt 1923 Gleisanschluss. Sie hatten 450 Mitarbeiter für den Neubau und Reparatur von Dampfern und Weserschleppkähnen.
Die G. & F. Kaminski oHG wurde zum 15. Juli 1922 in die Weserwerke G. & F. Kaminski Aktiengesellschaft mit Sitz in Hameln überführt. 1926/1927 machte ein Weser-Hochwasser, bei dem riesige Schlickmassen die Werft von der Weser abtrennten, dem Betrieb ein Ende. Georg schied aus und Franz richtete auf dem Gelände ein Betrieb für Bergbauausrüstung ein.
Im Herbst 1919 hatte Franz an der Kuhbrückenstraße in Hameln einen Zweigbetrieb eingerichtet. Hier wurden in Zusammenarbeit mit der Eisenbahndirektion Hannover zunächst Güterwagen, später auch Personenwagen der Deutschen Reichsbahn repariert. Die 1920 gegründete Franz Kaminski Waggonbau GmbH beschäftigte bald wieder 300 Mitarbeiter. 1935 begann der Bau von Kesselwagen, und die ersten Jahre des Zweiten Weltkriegs bedeuteten einen Auftragsboom. Das Unternehmen hat heute neben Hameln auch Standorte in französischen Joinville, im polnischen Nysa und im ungarischen Debrecen.
Durch einen Auftrag zur Überarbeitung von BMW-Flugzeugmotoren stieg Franz Kaminski 1937 in die Rüstungsproduktion ein. Dazu pachtete er die benachbarten Selve-Werke und Teile der Holzwaren- und Kleiderbügelfabrik Sinram & Wendt. 1944 beschäftigte er gut 1000 Arbeitskräfte, etwa zur Hälfte Zwangsarbeiter.